# Candice Lill
Candice Lill, née Neethling, le 15 février 1992 à Durban, est une cycliste sud-africaine, spécialisée en VTT cross-country,,.

## Biographie
Elle participe aux Jeux olympiques de 2012 où elle termine 28e de l'épreuve de VTT.

## Palmarès en VTT cross-country

### Jeux olympiques
- Londres 2012
  - 28e du cross-country
- Tokyo 2020
  - 24e du cross-country
- Paris 2024
  - 20e du cross-country

### Championnats du monde
- Canberra 2009
  -  Médaillée de bronze du cross-country juniors
- Glentress Forest 2023
  -  Médaillée d'argent du cross-country marathon
- Pal Arinsal/Snowshoe 2024
  -  Médaillée de bronze du cross-country marathon
  - 4e du cross-country

### Coupe du monde
- Coupe du monde de cross-country espoirs
  - 2012 : 5e du classement général

- Coupe du monde de cross-country élites
  - 2019 : 27e du classement général
  - 2021 : 47e du classement général
  - 2022 : 37e du classement général
  - 2023 : 33e du classement général
  - 2024 : 3e du classement général

- Coupe du monde de cross-country short track
  - 2022 : 32e du classement général
  - 2023 : 31e du classement général
  - 2024 : 11e du classement général

### Jeux du Commonwealth
- Birmingham 2022
  -  Médaillée d'argent du cross-country

### Championnats d'Afrique
- 2013
  -  Médaillée d'argent du cross-country espoirs
- 2014
  -  Championne d'Afrique de cross-country espoirs
- 2019
  -  Médaillée de bronze du cross-country
- 2022
  -  Médaillée d'argent du cross-country
- 2023
  -  Championne d'Afrique de cross-country short-track
  -  Championne d'Afrique de cross-country
- 2024
  -  Championne d'Afrique de cross-country short-track
  -  Championne d'Afrique de cross-country

### Championnats d'Afrique du Sud
- Championne d'Afrique du Sud de cross-country : 2019, 2021, 2023, 2024 et 2025
- Championne d'Afrique du Sud de cross-country short track : 2023 et 2024
- Championne d'Afrique du Sud de cross-country marathon : 2023

## Palmarès sur route
- 2021
  -  Championne d'Afrique du Sud du contre-la-montre
- 2023
  - 3e du championnat d'Afrique du Sud sur route